# قلعه دره باغین تپه سی
قلعه دره باغین تپه سی مربوط به دوره اشکانیان - دوره ساسانیان است و در شهرستان هشترود، بخش مرکزی، روستای افشار جیق واقع شده و این اثر در تاریخ ۱۱ مرداد ۱۳۸۴ با شمارهٔ ثبت ۱۲۶۲۶ به‌عنوان یکی از آثار ملی ایران به ثبت رسیده است.